# Küvelage

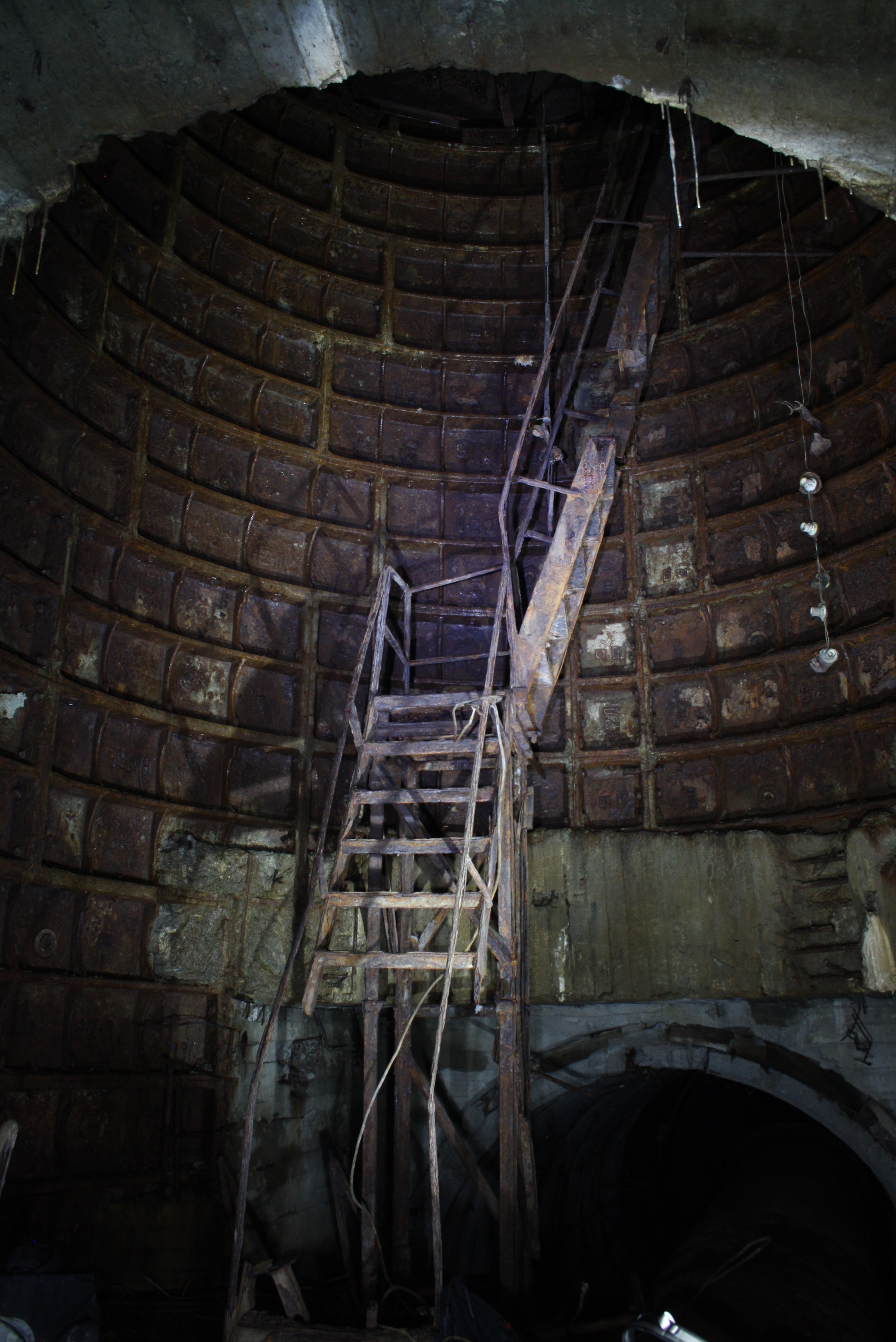
Tübbingausbau eines Schachtes

Küvelage bezeichnet eine Art des wasserdichten Schachtausbaus durch gusseiserne Ringsegmente (Tübbings).
Die Ausführung immer tieferer Schächte erforderte eine Art des Schachtausbaus, die statische Stabilität in druckhaftem Gebirge mit möglichst hoher Wasserdichtigkeit kombinierte. Da der bis dahin vorherrschende Ausbau durch Mauerung in beiden Punkten an seine Grenzen stieß, wurde Mitte des 19. Jahrhunderts die Küvelage entwickelt, ermöglicht durch gestiegene Leistungsfähigkeit der gusseisenverarbeitenden Betriebe.
Eine Küvelage besteht aus in normierten Größen vorgegossenen Ringsegmenten mit angegossenen Stegen und Flanschen zur Erhöhung der Stabilität und Vereinfachung der Montage, die an Ort und Stelle zu vollständigen Ringen montiert und gedichtet wurde. Die Dicke der Segmente konnte aufgrund des Auftretens von Abkühlungsspannungen beim Guss nicht wirtschaftlich über ein bestimmtes Maß gesteigert werden, daher wurden bei weiter wachsenden Anforderungen an die Stabilität des Ausbaus bevorzugt zwei Küvelagen ineinander gestellt und der Zwischenraum mit Beton vergossen.
Der Abschluss nach unten erfolgt durch einfach oder doppelt in eine Schachtweitung eingebaute Keilkränze, die für dichten Wasserabschluss nach unten zum Gebirge sorgen sollen. Diese Keilkränze werden zum Gebirge hin pikotiert und gewöhnlich mit Beton vergossen.

## Englische Küvelage
Die im englischen Bergbau bevorzugt verwendete „englische Küvelage“ zeichnete sich durch geringere Preise der Segmente aus, da die Segmente nach dem Guss nur in sehr geringem Maße nachbearbeitet wurden. Dieser Preisvorteil wurde zumindest zum Teil durch erhöhte Lohnkosten beim Einbau wettgemacht, da neben aufwendigerer Montage zufriedenstellende Dichtigkeit nur durch aufwendiges Pikotieren erreicht werden konnte. Die englische Küvelage trägt ihre Stege und Flansche an der Außen-, also dem Gebirge zugewandten, Seite; so erschienen Schächte mit englischer Küvelage innen glatt.

## Deutsche Küvelage
Die „deutsche Küvelage“ lag preislich über der englischen Küvelage, da nach dem Guss eine relativ aufwendige Nachbearbeitung der Ränder vorgenommen wurde. Dies brachte jedoch den Vorteil verringerter Lohnkosten bei Einbau und Wartung, da aufwendige Dichtungsarbeiten zum großen Teil entfielen; eine Dichtung fand im Normalfall durch Einlage von Bleistreifen zwischen den Segmenten statt. Die Segmente der deutschen Küvelage wurden gewöhnlich etwas größer als jene der englischen Küvelage ausgeführt; der Unterschied ist jedoch nicht wesentlich. Deutsche Küvelage trug ihre Stege und Flansche an der Schachtinnenseite, was nicht nur die Montage, sondern auch die Befestigung weiterer Schachtinnenausbauten vereinfachte. Schächte in deutscher Küvelage erscheinen daher innen nicht glatt.
Keine der beiden Küvelagearten konnte sich aufgrund der jeweiligen Vor- und Nachteile ausschließlich durchsetzen.